# IC 4264
IC 4264 — галактика типу Scd () у сузір'ї Гідра.
Цей об'єкт міститься в оригінальній редакції індексного каталогу.